# Desmia octomaculalis
Desmia octomaculalis is een vlinder uit de familie van de grasmotten (Crambidae), uit de onderfamilie van de Spilomelinae. De wetenschappelijke naam van deze soort is voor het eerst voorgesteld door Hans Georg Amsel in een publicatie uit 1956.
De soort komt voor in Costa Rica en Venezuela.